# 釧路カントリークラブ
釧路カントリークラブ 鶴居コース（くしろカントリーくらぶ つるいコース）は、北海道阿寒郡鶴居村にあるゴルフ場。

## 概要
旧南洋興発の栗林家が経営する北海道を代表する名門ゴルフクラブである。北海道三大名門ゴルフコースのひとつ。
東コースと西コースがあり、東コースの難易度は、北海道でも屈指とされ、西コースは、フェアウェイが比較的広く取ってあり、距離もある。コース難易度のバランスが良く、思い切りの良いプレイができるコースである。

## コース概要
- 開 場 日：1963年9月24日
- コ ー ス：36H Par144 14044yead　面積153万平方メートル
- グリーン：ベント芝
- 練 習 場：250m30打席
- 加盟団体：JGA/HGA

## 所在地
- 北海道阿寒郡鶴居村下幌呂（北緯43度8分47秒 東経144度18分48秒 / 北緯43.14639度 東経144.31333度）

## アクセス
- JR釧路駅
- 釧路市内から自動車で約35分
- 釧路空港から自動車で約30分